# Roger Bowen
Roger Bowen (ur. 25 maja 1932 w Attleboro, zm. 16 lutego 1996 na Florydzie) – amerykański aktor.

## Filmografia
- 1968: Bullitt
- 1970: MASH